# العدالة الجميلة
العدالة الجميلة (بالإنجليزية: Beautiful Justice)‏ هي مسلسل تلفزيوني فلبيني تم بثه على جي إم أي الشبكة في عام 2019.

## روابط خارجية
- العدالة الجميلة على موقع IMDb (الإنجليزية)
- العدالة الجميلة على موقع كينوبويسك (الروسية)